# Byomsliden
Byomsliden är ett naturreservat i Östersunds kommun i Jämtlands län.
Området är naturskyddat sedan 2017 och är 11 hektar stort. Reservatet ligger i en nordostsluttning och består mest av gammal granskog men också gamla tallar och lövträd.